# Hópárduc (hegymászás)
A Hópárduc (oroszul: Снежный барс) címet azok a hegymászók kapják meg, akik a volt Szovjetunió mind az öt hétezres csúcsát megmásszák. A cím elnyerése számos orosz hegymászó számára ma is fontos cél. Ambiciózusabb mászók megpróbálják egy év alatt megmászni az öt csúcsot.
Az öt hegycsúcs a következő:
| Név                           | Korábbi nevek                    | Hegység  | Magasság |
| ----------------------------- | -------------------------------- | -------- | -------- |
| Iszmoilí Szomoní-csúcs        | Sztálin-csúcs, Kommunizmus-csúcs | Pamír    | 7495 m   |
| Dzsengis csokuszu             | Pobeda                           | Tien-san | 7439 m   |
| Ibn Szína-csúcs / Lenin-csúcs | Kaufmann-csúcs, Lenin-csúcs      | Pamír    | 7134 m   |
| Korzsenyevszkaja-csúcs        |                                  | Pamír    | 7106 m   |
| Han-Tengri                    |                                  | Tien-san | 6995 m   |

A hópárduc címet a magyar hegymászók közül eddig egyedül Erőss Zsolt nyerte el 1994-ben.